# 海雲臺區

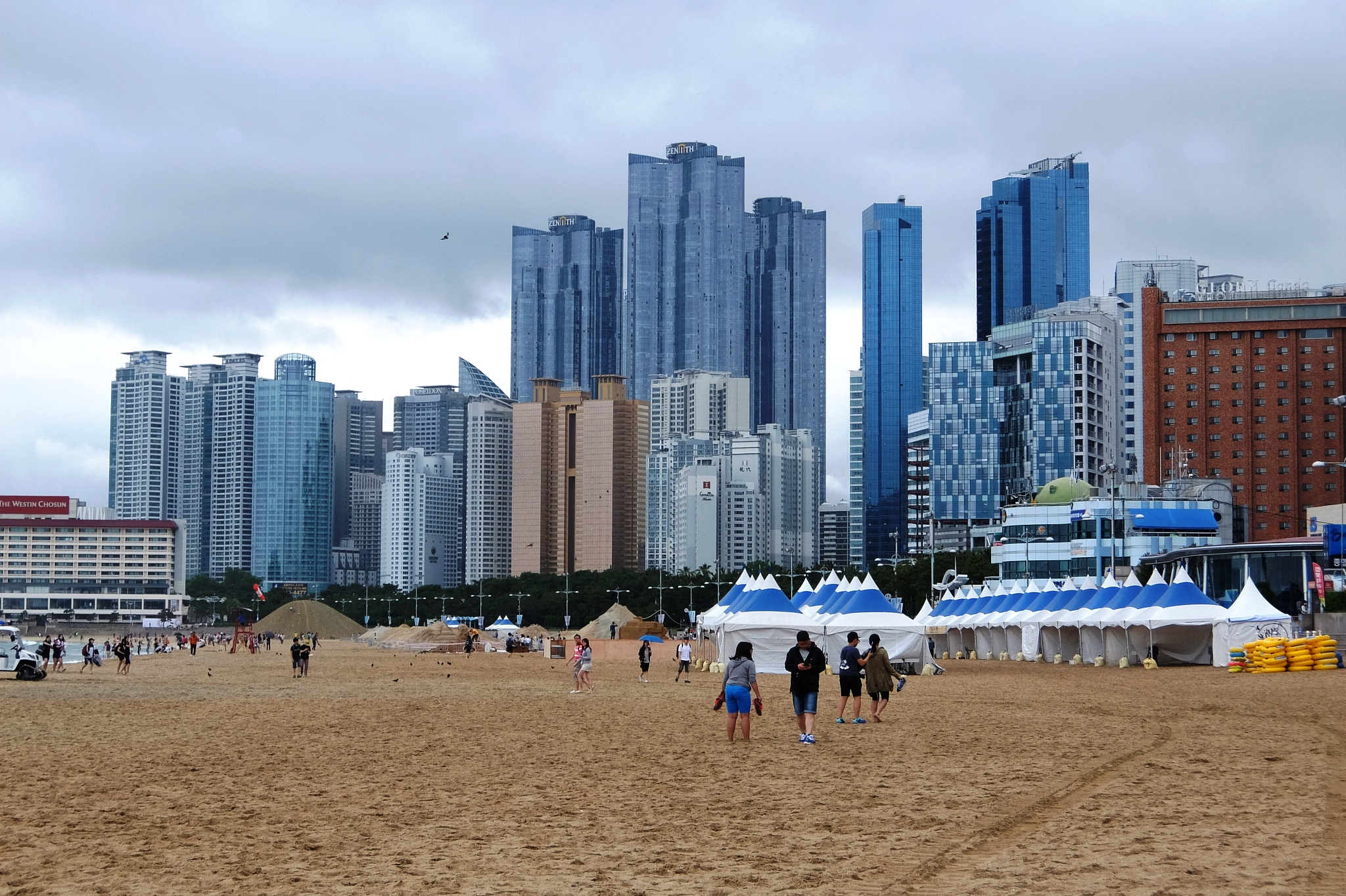
「海上城市」摩天大樓群

行政區劃圖

海雲臺區（：／ Haeundae gu */?）是大韓民國釜山廣域市行政區，是韓國的世界級國際觀光景點和休閒度假勝地，並且矗立許多高級摩天大樓住宅區，有著名的海雲臺海灘，同時也是釜山國際電影節的其中一個會場。2005年APEC會議在冬柏島上舉行。
海雲臺區面向釜山海峽。原屬東萊區，1976年改由市直轄。1980年升格為區。1994年被定為旅遊區。
海雲台的名稱是新羅晚期文學家崔致遠在前往伽倻山時路經此地以其號命名的。

## 行政區
共有8個法定洞、18個行政洞。區廳位在中洞（中1洞）。
| 行政洞    | 法定洞         |
| --------- | -------------- |
| 佑第1洞   | 佑洞           |
| 佑第2洞   | 佑洞           |
| 佑第3洞   | 佑洞           |
| 中第1洞   | 中洞           |
| 中第2洞   | 中洞           |
| 佐第1洞   | 佐洞           |
| 佐第2洞   | 佐洞           |
| 佐第3洞   | 佐洞           |
| 佐第4洞   | 佐洞           |
| 松亭洞    | 松亭洞         |
| 盤如第1洞 | 盤如洞         |
| 盤如第2洞 | 盤如洞         |
| 盤如第3洞 | 盤如洞         |
| 盤如第4洞 | 盤如洞         |
| 盤松第1洞 | 盤松洞、石坮洞 |
| 盤松第2洞 | 盤松洞         |
| 栽松第1洞 | 栽松洞         |
| 栽松第2洞 | 栽松洞         |

### 警察
- 釜山海雲台警察署

### 消防
- 海雲台消防署
- 機張消防署
  - 松亭119安全中心
- 金井消防署
  - 盤松119安全中心

## 交通
鐵路
●广域电铁东海线：
栽松站 - Centum站 - BEXCO站 - 新海雲臺站 - 松亭站
●釜山都市铁道2号线：
萇山站 - 中洞站 - 海雲臺站 - 冬柏站 - BEXCO站 - Centum City站
●釜山都市铁道4号线：
盤如農產品市場站 - 石坮站 - 靈山大學站 - 上盤松站

## 旅遊
- 威斯汀朝鮮酒店
- 廣安大橋
- 海雲臺Blueline Park（朝鲜语：해운대 블루라인파크）

## 名人
- Lizzy （前After School成員）
- 徐酉奈（AOA成員）
- 鄭恩地（Apink成員）
- 權珉娥（前AOA成員）
- 姜昇潤（WINNER成員）
- 朴池原（Fromis_9成員）
- 朴倞利（Nine Muses成員）

## 事件
- Wooshin Golden Suite火災事故（朝鲜语：우신골든스위트 화재） （Marine City（朝鲜语：마린시티）的火災）

## 姐妹城市
國內
- 全羅南道海南郡** 1994年6月1日　締結

- 慶尚南道河東郡** 1997年6月28日　締結

國外
- 中华人民共和国江蘇省揚州市維揚區
- 新南威爾斯曼利市